# ウェルシュ・シープドッグ

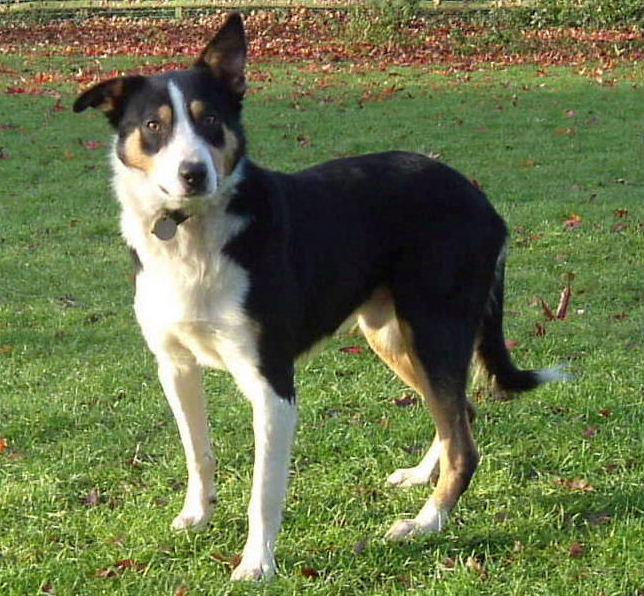
ショートコートタイプのウェルシュ・シープドッグ

ウェルシュ・シープドッグ（英：Welsh Sheepdog）は、ウェールズ原産の牧羊犬種のひとつである。コリー犬種でもあることから、ウェルシュ・コリー（英：Welsh Collie）という別名でもよく知られている。

## 歴史
1820年代にウェールズにつれてこられたボーダー・コリーをベースとし、それに地元のワーキング・コリーを掛け合わせることによって作出された。
本種が初めて公の場に出たのは1873年の牧羊犬競技大会で、ここで好成績を残したため知名度・人気が上昇した。大会後は多くの農民がウェルシュ・シープドッグを使うようになり、羊を誘導する牧羊犬としてだけでなく、性格のよさが評価されてペットとしても飼われるようになり、さらに普及が進んだ。
しかし、1900年代に入ると本種に対する関心は薄れ、無計画な異種交配が多く行われたために純血の犬がとても少なくなり、絶滅の危機に陥った。幸い愛好家は多く、絶滅を防ぎ純粋繁殖を促進するための犬種クラブが同年代に設立された。このクラブの活動によりウェールズ中に何頭の本種が生存しているのかなどが調査され、その結果44頭の純血犬が発見された。このうちのおよそ半数は繁殖が可能で、この犬たちをもとに繁殖を継続し、現在まで種として生き残るまでに至っている。
現在ウェールズでは人気のある犬種で、実用犬としてだけでなくペットとしても人気が高い。しかしウェールズ国外ではあまり知られておらず、原産国外ではほとんど飼育されていない。

## 特徴
引き締まった体を持ち、身体能力は非常に高い。個体によってはボーダー・コリーをも凌駕するほどのずば抜けた身体能力を持つものもいるが、通常はボーダー・コリーと同等の身体能力を備えている。短めだが先細りのマズルを持ち、耳は立ち耳または半立ち耳、尾はふさふさとした垂れ尾。コートは柔らかく長いロングコートのものと、さらりとした短いショートコートの2タイプがある。毛色はブラック、ブラック・アンド、ホワイト、ブラック・アンド・タン、トライカラー（黒白茶）、ブルー・マールなどがある。瞳の色は通常ブラウンだが、片方がブラウンでもう片方が青いバイアイの個体もいる。体高43〜51cm、体重18〜20kgの中型犬で、性格は明るく活発、やさしく友好的である。家族以外の犬や人とも仲良くすることができ、小さな子供に対しても寛容である。しつけの飲み込みは非常によく、状況判断力も通用の犬種に比べて高い。
運動量はとても多く、かかりやすい病気は運動のしすぎによる関節疾患やコリーアイ症候群などがある。尚、他犬種と同様でマールの毛色の犬同士を掛け合わせると遺伝的な先天性疾患にかかる可能性が非常に高くなるため、禁止されている。その交配によって生まれた犬がかかりやすいのは先天性の難聴・盲目などで、場合によってはアルビノ犬の誕生にもつながってしまう。